# Сант’Агата ли Батијати
Сант’Агата ли Батијати (итал. Sant'Agata li Battiati) је насеље у Италији у округу Катанија, региону Сицилија.
Према процени из 2011. у насељу је живело 9828 становника. Насеље се налази на надморској висини од 314 м.

## Становништво
Према резултатима пописа становништва 2011. у општини је живело 9.829 становника.
| 1931. | 1936. | 1951. | 1961. | 1971. | 1981. | 1991.  | 2001.  | 2011. |
| ----- | ----- | ----- | ----- | ----- | ----- | ------ | ------ | ----- |
| 756   | 759   | 933   | 1.031 | 4.329 | 9.319 | 10.856 | 10.378 | 9.829 |

## Партнерски градови
- Капелн